# Bitwa u przylądka Matapan (1717)
Bitwa morska u przylądka Matapan miała miejsce 19 lipca 1717 roku podczas wojny turecko-weneckiej 1714–1718. Stoczona została na północny wschód od przylądka Tajnaron, na wodach obszernej Zatoki Lakońskiej na południu Peloponezu między flotą sprzymierzonych (Wenecja, Portugalia, Malta, Toskania i Państwo Kościelne) dowodzoną przez weneckiego wodza Diedo, a flotą turecką pod wodzą Wielkiego Admirała (tur. kapudan pasza) Ibrahima paszy. Sama bitwa była nierozstrzygnięta, choć Turcy stracili czternaście okrętów, a wiele dalszych uległo uszkodzeniom, podczas gdy flota sprzymierzonych straciła zaledwie dwie jednostki. Tym niemniej, niemożliwe okazało się zajęcie przez Wenecję należącego do Porty Peloponezu - obiektu wielowiekowej rywalizacji obu potęg.

## Bitwa
Dnia 12 lipca Diedo, mając ze sobą 24 żaglowce (ponad 1500 dział), spotkał się w pobliżu przylądka Matapan z eskadrami Pisaniego (24 galery, w tym 13 weneckich, 5 maltańskich, 4 papieskie i 2 toskańskie) i maltańskiego wodza Belle Fontaine'a mającego 7 żaglowców portugalskich (blisko 500 dział) i 2 żaglowce maltańskie (116 dział). Po dwutygodniowych próbach znalezienia korzystnej pozycji dla pokonania floty tureckiej, siły sprzymierzonych ruszyły − celem uzupełnienia zapasów wody − w głąb zatoki Lakońskiej. Po zatankowaniu wody próbowano wypłynąć z zatoki, jednak wiatr był niekorzystny i ryzykowano, że Turcy zdołają ich tu przyłapać.
Liczba galer, które holowały żaglowce na południe, okazała się niewystarczająca. Poruszano się więc bardzo wolno, a tymczasem 19 lipca o świcie Turcy − mający 52 okręty, w tym 44 liniowce oraz 4 galery − pokazali się u zachodniej strony wejścia do zatoki. Wiał lekki wiatr z południowego wschodu, więc Diedo, nie mogąc żeglować na Turków, zdecydował się płynąć wolno na wschód, w poprzek zatoki.
Flota podzielona była na cztery eskadry: Diedo był w awangardzie, którą dowodził jego zastępca Correr. Ariergardą dowodził Dolfin, a eskadrą złożoną z okrętów sprzymierzonych - Belle Fontaine.
Ibrahim z sześcioma okrętami zaatakował ariergardę około godziny 6:00, podczas gdy reszta floty przesunęła się naprzód, atakując awangardę i centrum floty sprzymierzonych. Około godziny 12:00 floty zbliżyły się do wschodniej strony zatoki, po czym czołowe okręty wykonały zwrot. W tym momencie wiatr zmienił się na południowo-wschodni, ustawiając weneckie okręty od strony nawietrznej floty tureckiej. Korzystając z tego, Diedo zaatakował. Doszło do zażartej bitwy. Około godziny 15:00 Turcy wycofali się, żeglując w stronę przesmyku pomiędzy Kíthirą a lądem stałym, podczas gdy flota sprzymierzonych odżeglowała w kierunku przylądka Matapan. Żadna ze stron nie chciała kontynuować walki.
Sprzymierzeni stracili jeden liniowiec i jeden brander, a wiele innych okrętów zostało uszkodzonych. Ponadto mieli też 223 zabitych i 357 rannych. Turcy stracili czternaście okrętów. Ich straty w ludziach nie są znane, ale musiały być znaczne.